# Міжнародний жіночий турнір з хокею із шайбою 1987
Міжнародний жіночий турнір з хокею із шайбою — міжнародний турнір по хокею із шайбою серед жіночих команд під егідою ІІХФ, який проходив у Канаді (Норт-Йорк) з 21 по 26 квітня 1987 року.

## Груповий турнір
| М. | Збірна     | І | В | Н | П | ШЗ | ШП | Різ | О  |
| -- | ---------- | - | - | - | - | -- | -- | --- | -- |
| 1. | Канада     | 6 | 6 | 0 | 0 | 51 | 2  | +49 | 12 |
| 2. | США        | 6 | 5 | 0 | 1 | 64 | 5  | +59 | 10 |
| 3. | Онтаріо    | 6 | 4 | 0 | 2 | 59 | 9  | +50 | 8  |
| 4. | Швеція     | 6 | 3 | 0 | 3 | 13 | 22 | -9  | 6  |
| 5. | Швейцарія  | 6 | 2 | 0 | 4 | 12 | 49 | -37 | 4  |
| 6. | Японія     | 6 | 1 | 0 | 5 | 9  | 52 | -43 | 2  |
| 7. | Нідерланди | 6 | 0 | 0 | 6 | 6  | 75 | -69 | 0  |

### Результати
- 21 квітня  Канада –  Швейцарія 10:0
- 21 квітня  Нідерланди –  Японія 2:5
- 21 квітня  Онтаріо –  Швеція 8:0
- 21 квітня  Канада –  США 2:1
- 22 квітня  Онтаріо –  Швейцарія 16:0
- 22 квітня  Канада –  Японія 11:0
- 22 квітня  Швеція –  США 0:10
- 22 квітня  Онтаріо –  Нідерланди 19:0
- 23 квітня  Японія –  Швейцарія 4:6
- 23 квітня  Канада –  Нідерланди 19:1
- 23 квітня  Швейцарія –  Швеція 0:3
- 23 квітня  Онтаріо –  Японія 14:0
- 23 квітня  США –  Нідерланди 20:0
- 24 квітня  Японія –  США 0:16
- 24 квітня  Швеція –  Нідерланди 7:0
- 24 квітня  Канада –  Онтаріо 5:0
- 24 квітня  США –  Швейцарія 13:1
- 25 квітня  Канада –  Швеція 4:0
- 25 квітня  Швейцарія –  Нідерланди 5:3
- 25 квітня  Японія –  Швеція 0:3
- 25 квітня  США –  Онтаріо 4:2

## Втішний раунд
- 25 квітня  Японія –  Нідерланди 4:0

Матч за 5 місце
- 26 квітня  Швейцарія –  Японія 4:2

## Плей-оф
- 25 квітня  Канада –  Швеція 7:2
- 25 квітня  США –  Онтаріо 4:5

Матч за 3 місце
- 26 квітня  США –  Швеція 5:0

Фінал
- 26 квітня  Канада –  Онтаріо 4:3

## Підсумкова таблиця
|    | Канада     |
|    | Онтаріо    |
|    | США        |
| 4. | Швеція     |
| 5. | Швейцарія  |
| 6. | Японія     |
| 7. | Нідерланди |

## Нагороди
Команда усіх зірок, обрана Директоратом турніру
- Воротар:  Кеті Філліпс
- Захисник:  Дон Макгвайр
- Нападник:  Франс Сент-Луїс
- Найцінніший гравець:  Дон Макгвайр
- Гравець фейр-плей:  Сінді Кюрле
- Збірна фейр-плей:  Японія